# Sharenting
Sharenting je nadužívání sociálních médií rodiči a sdílení obsahu týkajícího se jejich dětí, jako jsou například fotky, videa nebo popisy aktivit malých dětí. Termín Sharenting souvisí s konceptem „příliš mnoho informací“. Aktuálně probíhá debata o odpovědnosti rodičů za děti a jejich právech na soukromí. Dětští psychologové začínají mluvit o tom, že přílišné sdílení důvěrných informací o dětech může významně ovlivnit jejich dětí a celkově rodinný život. Pojem zatím[kdy?] nemá přesný český ekvivalent. 

## Historie
Údajně Wall Street Journal vytvořil termín “oversharenting”, což je kombinace slov “přehnané sdílení” a “rodičovství”, v angličtině "over-sharing" and "parenting"  . V praxi se jedná o propojení reálného a on-line života dětí. Jejich sociální stopu na internetu netvoří děti samy, ale jejich rodiče prostřednictvím fotek a videí, které mohou být v mnoha případech velmi důvěrné. Od té doby řada článků na toto téma roste.
Sharentingem se dlouhodobě zabývá také projekt E-Bezpečí Univerzity Palackého v Olomouci, který upozorňuje na řadu rizik, která jsou se sharentingem spojena. Formuluje také četná doporučení pro rodiče, kteří se rozhodují, které informace o dětech na internet nahrát a které ne.
Fenoménem sharenting se zabýval také výzkum Univerzity Palackého v Olomouci a společnosti O2 Czech Republic Rodič a rodičovství v digitální éře, do kterého se zapojilo více než 1000 českých rodičů. Výzkum poskytl řadu zjištění, která potvrzují výskyt sharentingu také v České republice.
Čeští rodiče ke sdílení nejčastěji využívají prostředí sociálních sítí, kam umisťuje fotografie svých dětí 74 % respondentů a sdílí je s ostatními v režimu „přátele“ (tj. fotografie nejsou zcela veřejné, jsou k dispozici pouze okruhu osob, které má rodič přiřazen do profilu jako přátele). 5 % rodičů také potvrdilo, že fotografie na sociálních sítích sdílí zcela veřejně, tj. fotografie dětí mají k dispozici všichni uživatelé sociální sítě.
Pětina rodičů (20,68 %) má pak fotografie svých dětí uloženy v e-mailu, zhruba stejné množství (19,12 %) umisťuje fotografie na cloudové úložiště – Dropbox, Google Drive, OneDrive, iCloud apod. Pouze 14 % rodičů uvedlo, že fotografie svých dětí na internet nenahrálo.
Kromě sdílení však rodiče fotografie svých dětí cíleně odesílají jiným osobám – např. pomocí e-mailu či instant messengeru. 61,76 % rodičů uvedlo, že fotografii svého dítěte odeslalo jiné osobě pomocí emailu, 59,84 % prostřednictvím instant messengeru (Skype, WhatsApp, FB Messenger), 38,43 % pomocí MMS a 33,58 % pomocí sociální sítě (např. sdílením s konkrétní osobou, soukromou zprávou apod.).
Důležité také je, komu vlastně rodiče fotografie svých dětí zpřístupňují. Z hlediska četnosti se na první místě umístili blízcí příbuzní dítěte (prarodiče, sourozenci) – těm zpřístupnilo fotografie dětí téměř 80 % rodičů. Na dalších místech se umístil otec dítěte (tj. např. matka sdílí fotografii s otcem dítěte) a hned na třetí pozici najdeme přátele na sociální síti, se kterými sdílí fotografie dětí 41,90 % rodičů. Rodiče také sdílí fotografie svých dětí s kolegy z práce (11,99 %).

## Rizika
Je důležité, aby rodiče byli obezřetní při sdílení informací o svých dětech online a měli na paměti důsledky a rizika, která to může přinášet. Rodiče musí respektovat soukromí svých dětí a ptát se jich na jejich názor, pokud jsou dostatečně staré, aby mohly vyjádřit svou preferenci ohledně sdílení svých fotografií a informací o nich.
Jan Mikulecký, přední český odborník na kyberbezpečnost, ve svých článcích uvádí různá rizika, kdy malé děti nemají kontrolu nad tím, co o nich rodiče sdílí online. Toto může významně narušovat jejich soukromí a může to mít negativní dopad na jejich budoucí online identitu. Děti mohou v budoucnu pociťovat negativní důsledky sharentingu, když dospějí a zjistí, jaké informace o nich byly online sdíleny bez jejich souhlasu. Sdílení úspěchů a momentů štěstí dětí na sociálních médiích může vést ke srovnávání mezi rodiči a kritice od ostatních rodičů. Nicméně nejde jen o děti. Sami rodiče mohou být vystaveni riziku, pokud nezabezpečí své účty na sociálních médiích a sdílejí příliš mnoho osobních informací.
Sdílení informací o dětech, jako jsou jména, místo bydliště, škola nebo fotografie, může zvýšit riziko, že se dítě stane obětí kybernetického obtěžování, stalkingu nebo zneužití identity. V extrémních případech může vést sdílení informací o malých dětech k zneužití označovanému jako „digitální únos“. V takovém případě je identita dětí použitá na pedofilních webech  nebo při podvodných adopcích . Rizika sdílení fotek dětí musí zvážit zejména jejich rodiče . 